# Рюей-Мальмезон (кантон)
Рюе́й-Мальмезо́н (фр. Rueil-Malmaison) — кантон у Франції, в департаменті О-де-Сен регіону Іль-де-Франс.

## Склад кантону
Кантон включає в себе 1 муніципалітет:
| Муніципалітет   | Площа | Населення, осіб | Рік  |
| --------------- | ----- | --------------- | ---- |
| Рюей-Мальмезон* | -     | 49911           | 1999 |

* — лише північна частина міста Рюей-Мальмезон
| Франція | Це незавершена стаття з географії Франції. Ви можете допомогти проєкту, виправивши або дописавши її. |